# Rigoberta Menchú Tum
Rigoberta Menchú Tum (Chimel, Guatemala, 9 de gener de 1959) és una activista social guatemalenca, membre del grup indígena maia quitxé i "ambaixadora de Bona Voluntat" de la UNESCO. El 1992 fou guardonada amb el Premi Nobel de la Pau i el 1998 amb el Premi Príncep d'Astúries de Cooperació Internacional.

## Biografia
Rigoberta, va néixer el 9 de gener del 1959 a la població guatemalenca de Chimel, situada al departament d'El Quiché, en una comunitat rural on els seus pares gaudien de molt bona reputació: son pare era un activista en favor dels drets dels indígenes i la seva mare experta en medicina tradicional maia.
Molta de la popularitat de la seva obra li vingué del seu llibre autobiogràfic de 1982-1983 Me llamo Rigoberta Menchú y así me nació la conciencia (en anglès I, Rigoberta Menchocho). El llibre fou realment escrit per Elisabeth Burgos a partir de les converses amb Rigoberta. En el llibre, Rigoberta explica com va començar a treballar en una finca de cafè als cinc anys, en condicions tan pèssimes que foren la causa de la mort de germans i amics seus. Va rebre una educació catòlica, cosa que la vincularia més tard a col·laboracions amb l'Església catòlica. Ja adulta, va participar en protestes contra el règim militar pels seus abusos contra els Drets Humans. La Guerra Civil de Guatemala tingué lloc entre 1962 i 1996, tot i que la violència esclatà anys abans. La violència la va forçar a l'exili a Mèxic l'any 1981. Aquell mateix any, el seu pare fou assassinat a l'ambaixada espanyola a la ciutat de Guatemala. L'any 1991 va participar en la preparació de la declaració dels drets dels pobles indígenes per part de les Nacions Unides.
Un cop finalitzada la guerra civil va intentar portar als tribunals espanyols polítics i militars per haver assassinat ciutadans espanyols, i per genocidi contra el poble maia de Guatemala. Les acusacions van incloure el dictador exmilitar i candidat a la presidència Efraín Ríos Montt.

## Activisme social
El Premi Nobel de la Pau de 1992 li fou atorgat en reconeixement del seu treball per la justícia social i reconciliació etnocultural basat en el respecte als drets dels indígenes, coincidint amb el cinquè centenari de l'arribada de Colom a Amèrica, i amb la declaració de 1993 com Any Internacional dels Pobles Indis.
En la lectura del premi, va reivindicar els drets històrics negats als pobles indígenes i va acusar la persecució soferta des de l'arribada dels europeus al continent americà, moment en què va concloure una civilització desenvolupada en tots els àmbits del coneixement; finalment, hi reflectí la necessitat de pau, desmilitarització i la justícia social al seu país, Guatemala, així com el respecte per la natura i la igualtat per a les dones.
El 1998 fou guardonada amb el Premi Príncep d'Astúries de Cooperació Internacional, juntament amb Fatiha Boudiaf, Fatana Ishaq Gailani, Somaly Mam, Emma Bonino, Graça Machel i Olayinka Koso-Thomas pel seu treball, per separat, en defensa i dignificació de les dones.
Actualment és ambaixadora de "Bona Voluntat" de la UNESCO i treballa a Guatemala, tot i les amenaces de mort, per la millora de les condicions de vida dels pobles indígenes. Recentment s'ha involucrat amb la indústria farmacèutica mexicana com a presidenta de la companyia "Salud para Todos", amb la finalitat de proveir de medecines genèriques els indígenes guatemalencs.

### Controvèrsies sobre la seva autobiografia
El llibre té inexactituds significatives. El 1999, l'antropòleg David Stoll va descobrir que s'havien alterat o exagerat elements de la seva vida, per tal de fer veure que la família Menchú era radical lluitadora pels drets socials. Per exemple, el seu pare Vicente Menchú va rebre terres del govern de Guatemala; van col·laborar amb les forces de pau dels Estats Units; no estaven en condicions tan pèssimes per ser semiesclavitzats en les grans plantacions de cafè; el seu germà no fou cremat viu enmig d'una plaça sinó que fou mort d'un tret; etc. Així i tot, en cap moment ha negat la legitimitat del premi Nobel ni l'existència de violència militar a Guatemala.
Els seus defensors i ella mateixa atribueixen les inexactituds a la voluntat d'il·lustrar millor la història de la repressió sobre els indígenes maies per part del govern de Guatemala. El que és absolutament cert és que son pare, sa mare, els seus dos germans, una cunyada i tres nebots, van ser assassinats pels militars.